# Campeonato Sub-17 de la AFC de 2025
La Copa Asiática Sub-17 de la AFC de 2025 fue la vigésima primera edición de la Copa Asiática Sub-17 de la AFC (incluidas las ediciones anteriores del Campeonato Sub-16 de la AFC y el Campeonato Sub-17 de la AFC), el campeonato bienal internacional de fútbol juvenil organizado por la Confederación Asiática de Fútbol (AFC) para las selecciones nacionales masculinas sub-17 de Asia.
Esta edición fue la segunda desde 2006 que se jugó como un torneo sub-17, ya que la AFC propuso cambiar el torneo de sub-16 a sub-17 a partir de 2023. Además, el torneo también pasó de ser Campeonato Sub-16 de la AFC a Copa Asiática Sub-17 de la AFC. El 24 de mayo de 2024, la AFC anunció que Arabia Saudita sería la sede del torneo.
Un total de 16 equipos jugaron el torneo. Los ocho mejores equipos del torneo se clasificaron para la Copa Mundial de Fútbol Sub-17 de 2025 como representantes de la AFC junto con el anfitrión Catar.
Uzbekistán se consagró campeón por segunda vez tras ganarle a Arabia Saudita por 2-0 en la final. 
Japón fue el defensor del título, habiendo ganado la edición de 2023.

## Clasificación
Los partidos de clasificación se jugaron entre el 19 y el 27 de octubre de 2024.

## Equipos participantes
| Equipos participantes | Equipos participantes  | Equipos participantes | Equipos participantes |
| --------------------- | ---------------------- | --------------------- | --------------------- |
| Afganistán            | Corea del Norte        | Irán                  | Tayikistán            |
| Arabia Saudita        | Corea del Sur          | Japón                 | Uzbekistán            |
| Australia             | Emiratos Árabes Unidos | Omán                  | Vietnam               |
| China                 | Indonesia              | Tailandia             | Yemen                 |

## Sedes
Arabia Saudita va a ser sede del campeonato asiático por 6ta vez en la historia 

## Sorteo
El sorteo se realizó el 23 de enero de 2025 en Casa de la AFC en Kuala Lumpur.

## Etapas de clasificación
La fase de grupos constó de dieciséis (16) equipos participantes, que se dividieron en cuatro (4) grupos de cuatro (4) equipos cada uno, y cada grupo jugó en un formato de liga centralizada. El equipo participante que ocupó el primer y el segundo lugar en cada grupo se clasificó para la fase eliminatoria.
La fase eliminatoria constó de cuartos de final, semifinales y final, y cada ronda se jugó en un formato de eliminación centralizada. Los ocho (8) equipos participantes que se clasifcaron en la fase de grupos jugaron los cuartos de final. Los dos (2) ganadores de las semifinales jugaron la final. Si no se determinaba un ganador al final del tiempo de juego normal en cualquier partido de la fase eliminatoria, se ejecutaron tandas de penaltis, sin prórroga previa, de acuerdo con las Reglas del Juego y el Manual.

## Fase de grupos
- Todos los horarios de los partidos están en hora local, UCT (UTC+3).

### Grupo A
| Equipo         | Pts | PJ | PG | PE | PP | GF | GC | Dif | Clasificación                                       |
| -------------- | --- | -- | -- | -- | -- | -- | -- | --- | --------------------------------------------------- |
| Uzbekistán     | 9   | 3  | 3  | 0  | 0  | 9  | 2  | +7  | Cuartos de final Copa Mundial de Fútbol Sub-17 2025 |
| Arabia Saudita | 6   | 3  | 2  | 0  | 1  | 5  | 5  | 0   | Cuartos de final Copa Mundial de Fútbol Sub-17 2025 |
| China          | 3   | 3  | 1  | 0  | 2  | 4  | 4  | 0   |                                                     |
| Tailandia      | 0   | 3  | 0  | 0  | 3  | 2  | 9  | -7  |                                                     |

| 3 de abril de 2025 | Uzbekistán                                                    | 4:1     | Tailandia   | Ciudad Deportiva Rey Fahd (Taif), Taif, Arabia Saudita |                                 |
| 18:00              | - Khasanov 2' - Sarsenbaev 13' - Aliev 80' - Shukurullaev 85' | Reporte | - Mexes 40' | Árbitro(s): Mahmoud Al-Sawalmeh                        | Árbitro(s): Mahmoud Al-Sawalmeh |

| 3 de abril de 2025 | Arabia Saudita                  | 2:1     | China                | Estadio del club deportivo Okadh, Taif, Arabia Saudita |                                  |
| 20:15              | - Matari 11' - Al-Daghnah 45+2' | Reporte | - Wei Xiangxin 90+8' | Árbitro(s): Mohammed Al-Shammari                       | Árbitro(s): Mohammed Al-Shammari |

| 6 de abril de 2025 | China                | 1:2     | Uzbekistán                   | Ciudad Deportiva Rey Fahd (Taif), Taif, Arabia Saudita |                                    |
| 18:00              | - Zhang Chengrui 33' | Reporte | - Khasanov 45+1' - Aliev 86' | Árbitro(s): Venkatesh Ramachandran                     | Árbitro(s): Venkatesh Ramachandran |

| 6 de abril de 2025 | Tailandia      | 1:3     | Arabia Saudita                          | Estadio del club deportivo Okadh, Taif, Arabia Saudita |                           |
| 20:15              | - Siwakorn 17' | Reporte | - Dahal 29' - Sufyani 75' - Barnawi 78' | Árbitro(s): Nagamine Koki                              | Árbitro(s): Nagamine Koki |

| 9 de abril de 2025 | Tailandia | 0:2     | China                                    | Ciudad Deportiva Rey Fahd (Taif), Taif, Arabia Saudita |                          |
| 20:15              |           | Reporte | - Bunyamin 56' (pen.) - Jiang Zhiqin 59' | Árbitro(s): Kim Yu-jeong                               | Árbitro(s): Kim Yu-jeong |

| 9 de abril de 2025 | Arabia Saudita | 0:3     | Uzbekistán                             | Estadio del club deportivo Okadh, Taif, Arabia Saudita |                          |
| 20:15              |                | Reporte | - Rustamov 57' (pen.), 69' - Aliev 63' | Árbitro(s): Daniel Elder                               | Árbitro(s): Daniel Elder |

### Grupo B
| Equipo                 | Pts | PJ | PG | PE | PP | GF | GC | Dif | Clasificación                                       |
| ---------------------- | --- | -- | -- | -- | -- | -- | -- | --- | --------------------------------------------------- |
| Japón                  | 4   | 3  | 1  | 1  | 1  | 7  | 5  | +2  | Cuartos de final Copa Mundial de Fútbol Sub-17 2025 |
| Emiratos Árabes Unidos | 4   | 3  | 1  | 1  | 1  | 4  | 5  | -1  | Cuartos de final Copa Mundial de Fútbol Sub-17 2025 |
| Australia              | 4   | 3  | 0  | 1  | 2  | 4  | 5  | -1  |                                                     |
| Vietnam                | 3   | 3  | 0  | 3  | 0  | 3  | 3  | 0   |                                                     |

| 4 de abril de 2025 | Australia      | 1:1     | Vietnam                     | Estadio del club deportivo Okadh, Taif, Arabia Saudita |                          |
| 18:00              | - MacNicol 41' | Reporte | - Hoàng Trọng Duy Khang 49' | Árbitro(s): Kim Yu-jeong                               | Árbitro(s): Kim Yu-jeong |

| 4 de abril de 2025 | Japón                                    | 4:1     | Emiratos Árabes Unidos | Ciudad Deportiva Rey Fahd (Taif), Taif, Arabia Saudita |                              |
| 20:15              | - Yoshida 3', 15' - Kamo 34' - Asada 83' | Reporte | - Mohammed 71'         | Árbitro(s): Faisal Al-Balawi                           | Árbitro(s): Faisal Al-Balawi |

| 7 de abril de 2025 | Vietnam                     | 1:1     | Japón         | Estadio del club deportivo Okadh, Taif, Arabia Saudita |                                |
| 18:00              | - Trần Gia Bảo 90+6' (pen.) | Reporte | - Yoshida 13' | Árbitro(s): Morteza Mansourian                         | Árbitro(s): Morteza Mansourian |

| 7 de abril de 2025 | Emiratos Árabes Unidos | 2:0     | Australia | Ciudad Deportiva Rey Fahd (Taif), Taif, Arabia Saudita |                          |
| 20:15              | - Adel 9' - Buti 52'   | Reporte |           | Árbitro(s): Jin Jingyuan                               | Árbitro(s): Jin Jingyuan |

| 10 de abril de 2025 | Japón                  | 2:3     | Australia                                     | Estadio del club deportivo Okadh, Taif, Arabia Saudita |                         |
| 18:00               | - Fujita 7' - Tani 86' | Reporte | - Miliner 51' - Anastasio 71' - Garbowski 74' | Árbitro(s): Dong Fangyu                                | Árbitro(s): Dong Fangyu |

| 10 de abril de 2025 | Vietnam                     | 1:1     | Emiratos Árabes Unidos | Ciudad Deportiva Rey Fahd (Taif), Taif, Arabia Saudita |                                  |
| 18:00               | - Hoàng Trọng Duy Khang 23' | Reporte | - Faisal 87'           | Árbitro(s): Mohammed Al-Shammari                       | Árbitro(s): Mohammed Al-Shammari |

### Grupo C
| Equipo        | Pts | PJ | PG | PE | PP | GF | GC | Dif | Clasificación                                       |
| ------------- | --- | -- | -- | -- | -- | -- | -- | --- | --------------------------------------------------- |
| Indonesia     | 9   | 3  | 3  | 0  | 0  | 7  | 1  | +6  | Cuartos de final Copa Mundial de Fútbol Sub-17 2025 |
| Corea del Sur | 6   | 3  | 2  | 0  | 1  | 7  | 1  | +6  | Cuartos de final Copa Mundial de Fútbol Sub-17 2025 |
| Yemen         | 3   | 3  | 1  | 0  | 2  | 3  | 5  | -2  |                                                     |
| Afganistán    | 0   | 3  | 0  | 0  | 3  | 0  | 10 | -10 |                                                     |

| 4 de abril de 2025 | Corea del Sur | 0:1     | Indonesia        | Ciudad Deportiva del Príncipe Abdalá al-Faisal, Yeda, Arabia Saudita |                          |
| 18:00              |               | Reporte | - Florasta 90+1' | Árbitro(s): Jin Jingyuan                                             | Árbitro(s): Jin Jingyuan |

| 4 de abril de 2025 | Yemen                                 | 2:0     | Afganistán | Ciudad Deportiva del Rey Abdalá, Yeda, Arabia Saudita |                         |
| 20:15              | - Al-Raawi 24' - Al-Garash 27' (pen.) | Reporte |            | Árbitro(s): Dong Fangyu                               | Árbitro(s): Dong Fangyu |

| 7 de abril de 2025 | Indonesia                                           | 4:1     | Yemen                  | Ciudad Deportiva del Príncipe Abdalá al-Faisal, Yeda, Arabia Saudita |                              |
| 18:00              | - Gholy 15' - Alberto 25' - Evandra 87' (pen.), 89' | Reporte | - Al-Garash 52' (pen.) | Árbitro(s): Abdullo Davlatov                                         | Árbitro(s): Abdullo Davlatov |

| 7 de abril de 2025 | Afganistán | 0:6     | Corea del Sur                                                                                              | Ciudad Deportiva del Rey Abdalá, Yeda, Arabia Saudita |                                 |
| 20:15              |            | Reporte | - Jung Hee-jung 3' - Kim Ye-geon 9' (pen.) - Kim Eun-seong 17', 70' - Oh Ha-ram 51' - Park Byeong-chan 66' | Árbitro(s): Mahmoud Al-Sawalmeh                       | Árbitro(s): Mahmoud Al-Sawalmeh |

| 10 de abril de 2025 | Corea del Sur       | 1:0     | Yemen | Ciudad Deportiva del Rey Abdalá, Yeda, Arabia Saudita |                              |
| 20:15               | - Kim Eun-seong 29' | Reporte |       | Árbitro(s): Faisal Al-Balawi                          | Árbitro(s): Faisal Al-Balawi |

| 10 de abril de 2025 | Afganistán | 0:2     | Indonesia                     | Ciudad Deportiva del Príncipe Abdalá al-Faisal, Yeda, Arabia Saudita |                                    |
| 20:15               |            | Reporte | - Alberto 90+4' - Gholy 90+6' | Árbitro(s): Venkatesh Ramachandran                                   | Árbitro(s): Venkatesh Ramachandran |

### Grupo D
| Equipo          | Pts | PJ | PG | PE | PP | GF | GC | Dif | Clasificación                                       |
| --------------- | --- | -- | -- | -- | -- | -- | -- | --- | --------------------------------------------------- |
| Tayikistán      | 6   | 3  | 2  | 0  | 1  | 6  | 3  | +3  | Cuartos de final Copa Mundial de Fútbol Sub-17 2025 |
| Corea del Norte | 5   | 3  | 1  | 2  | 0  | 6  | 3  | +3  | Cuartos de final Copa Mundial de Fútbol Sub-17 2025 |
| Omán            | 4   | 3  | 1  | 1  | 1  | 6  | 6  | 0   |                                                     |
| Irán            | 1   | 3  | 0  | 1  | 2  | 4  | 7  | -3  |                                                     |

| 5 de abril de 2025 | Tayikistán                        | 2:1     | Omán               | Ciudad Deportiva del Príncipe Abdalá al-Faisal, Yeda, Arabia Saudita |                              |
| 18:00              | - Zarifzoda 3' - Ashuralizoda 49' | Reporte | - Al-Mashaykhi 11' | Árbitro(s): Torphong Somsing                                         | Árbitro(s): Torphong Somsing |

| 5 de abril de 2025 | Irán         | 1:1     | Corea del Norte      | Ciudad Deportiva del Rey Abdalá, Yeda, Arabia Saudita |                          |
| 20:15              | - Sahneh 24' | Reporte | - Choe Chung-hyok 8' | Árbitro(s): Daniel Elder                              | Árbitro(s): Daniel Elder |

| 8 de abril de 2025 | Corea del Norte                             | 3:0     | Tayikistán | Ciudad Deportiva del Rey Abdalá, Yeda, Arabia Saudita |                              |
| 18:00              | - Pak Kwang-song 50', 58' - Ri Kang-rim 82' | Reporte |            | Árbitro(s): Faisal Al-Balawi                          | Árbitro(s): Faisal Al-Balawi |

| 8 de abril de 2025 | Omán                                        | 3:2     | Irán                              | Ciudad Deportiva del Príncipe Abdalá al-Faisal, Yeda, Arabia Saudita |                                  |
| 20:15              | - Al-Rashdi 53' - Al-Amrani 74' (pen.), 89' | Reporte | - Beheshti 40' - Kheradpisheh 54' | Árbitro(s): Mohammed Al-Shammari                                     | Árbitro(s): Mohammed Al-Shammari |

| 11 de abril de 2025 | Irán                   | 1:3     | Tayikistán                                   | Ciudad Deportiva del Príncipe Abdalá al-Faisal, Yeda, Arabia Saudita |                           |
| 20:15               | - Gharahchomaghloo 52' | Reporte | - Odilzoda 12' - Shoev 67' - Ibragimzoda 89' | Árbitro(s): Nagamine Koki                                            | Árbitro(s): Nagamine Koki |

| 11 de abril de 2025 | Omán                           | 2:2     | Corea del Norte                    | Ciudad Deportiva del Rey Abdalá, Yeda, Arabia Saudita |                          |
| 20:15               | - Al-Maamari 65' - Salam 90+8' | Reporte | - Kim Yu-jin 10' - Ri Kang-rim 74' | Árbitro(s): Jin Jingyuan                              | Árbitro(s): Jin Jingyuan |

## Fase eliminatoria
Quienes ocuparon el primer y segundo lugar en la fase eliminatoria se clasificaron para la Copa Mundial Sub-17 de la FIFA 2025 en Catar, como representantes de la AFC.

### Cuadro de desarrollo
|  | Cuartos de final       | Cuartos de final       | Cuartos de final |                 |                | Semifinales    | Semifinales | Semifinales |  |            | Final      | Final | Final |  |
|  |                        |                        |                  |                 |                |                |             |             |  |            |            |       |       |  |
|  |                        |                        |                  |                 |                |                |             |             |  |            |            |       |       |  |
|  | Uzbekistán             | Uzbekistán             | 3                |                 |                |                |             |             |  |            |            |       |       |  |
|  | Uzbekistán             | Uzbekistán             | 3                |                 |                |                |             |             |  |            |            |       |       |  |
|  | Emiratos Árabes Unidos | Emiratos Árabes Unidos | 1                |                 |                |                |             |             |  |            |            |       |       |  |
|  | Emiratos Árabes Unidos | Emiratos Árabes Unidos | 1                |                 | Uzbekistán     | Uzbekistán     | 3           |             |  |            |            |       |       |  |
|  |                        |                        |                  |                 | Uzbekistán     | Uzbekistán     | 3           |             |  |            |            |       |       |  |
|  |                        |                        | Corea del Norte  | Corea del Norte | 0              |                |             |             |  |            |            |       |       |  |
|  | Indonesia              | Indonesia              | Corea del Norte  | Corea del Norte | 0              | 0              |             |             |  |            |            |       |       |  |
|  | Indonesia              | Indonesia              |                  |                 |                |                |             |             |  |            |            |       |       |  |
|  | Corea del Norte        | Corea del Norte        | 6                |                 |                |                |             |             |  |            |            |       |       |  |
|  | Corea del Norte        | Corea del Norte        | 6                |                 |                |                |             |             |  | Uzbekistán | Uzbekistán | 2     |       |  |
|  |                        |                        |                  |                 |                |                |             |             |  | Uzbekistán | Uzbekistán | 2     |       |  |
|  |                        |                        | Arabia Saudita   | Arabia Saudita  | 0              |                |             |             |  |            |            |       |       |  |
|  | Japón                  | Japón                  | Arabia Saudita   | Arabia Saudita  | 0              | 2 (2)          |             |             |  |            |            |       |       |  |
|  | Japón                  | Japón                  |                  |                 |                |                |             |             |  |            |            |       |       |  |
|  | Arabia Saudita         | Arabia Saudita         | 2 (3)            |                 |                |                |             |             |  |            |            |       |       |  |
|  | Arabia Saudita         | Arabia Saudita         | 2 (3)            |                 | Arabia Saudita | Arabia Saudita | 1 (3)       |             |  |            |            |       |       |  |
|  |                        |                        |                  |                 | Arabia Saudita | Arabia Saudita | 1 (3)       |             |  |            |            |       |       |  |
|  |                        |                        | Corea del Sur    | Corea del Sur   | 1 (1)          |                |             |             |  |            |            |       |       |  |
|  | Tayikistán             | Tayikistán             | Corea del Sur    | Corea del Sur   | 1 (1)          | 2 (3)          |             |             |  |            |            |       |       |  |
|  | Tayikistán             | Tayikistán             |                  |                 |                |                |             |             |  |            |            |       |       |  |
|  | Corea del Sur          | Corea del Sur          | 2 (5)            |                 |                |                |             |             |  |            |            |       |       |  |
|  | Corea del Sur          | Corea del Sur          | 2 (5)            |                 |                |                |             |             |  |            |            |       |       |  |
|  |                        |                        |                  |                 |                |                |             |             |  |            |            |       |       |  |

### Cuartos de final
| 13 de abril de 2025 | Japón                                    | 2:2 (2:3 p.)               | Arabia Saudita                             | Okadh Sport Club Stadium, Taif, Arabia Saudita |                          |
| 17:00               | - Seguchi 9' (pen.) - Asada 72'          | Reporte                    | - A. Saeed 17' (pen.) - Dahal 37'          | Árbitro(s): Daniel Elder                       | Árbitro(s): Daniel Elder |
|                     |                                          | Tiros desde el punto penal |                                            |                                                |                          |
|                     | - Asada - Yoshida - Kamo - Fujii - Hariu |                            | - Alfihani - Aldosari - T. Saeed - Tawashi |                                                |                          |

| 13 de abril de 2025 | Uzbekistán                              | 3:1     | Emiratos Árabes Unidos | Ciudad Deportiva Rey Fahd (Taif), Taif, Arabia Saudita |                          |
| 20:15               | - Aliev 14', 36' - Sodikov 45+5' (pen.) | Reporte | - Mohamed 67'          | Árbitro(s): Kim Yu-jeong                               | Árbitro(s): Kim Yu-jeong |

| 14 de abril de 2025 | Indonesia | 0:6     | Corea del Norte | Ciudad Deportiva del Rey Abdalá, Yeda, Arabia Saudita |                                |
| 17:00               |           | Reporte | - Choe Song-hun 7' - Kim Yu-jin 19' - Ri Kyong-bong 48' - Kim Tae-guk 60' (pen.) - Ri Kang-rim 61' - Pak Ju-won 77' | Árbitro(s): Morteza Mansourian                        | Árbitro(s): Morteza Mansourian |

| 14 de abril de 2025 | Tayikistán                                     | 2:2 (3:5 p.)               | Corea del Sur                                                             | Ciudad Deportiva del Príncipe Abdalá al-Faisal, Yeda, Arabia Saudita |                         |
| 20:45               | - Nazriev 83' - Ibragimzoda 85'                | Reporte                    | - Jeong Hyeon-ung 67' - Kim Ji-sung 90+9' (pen.)                          | Árbitro(s): Dong Fangyu                                              | Árbitro(s): Dong Fangyu |
|                     |                                                | Tiros desde el punto penal |                                                                           |                                                                      |                         |
|                     | - Zarifzoda - Rahimzoda - Shoev - Ashuralizoda |                            | - Kim Ye-geon - Kim Ji-sung - Kim Eun-seong - So Yoon-woo - Koo Hyeon-bin |                                                                      |                         |

### Semifinales
| 17 de abril de 2025 | Arabia Saudita                         | 1:1 (3:1 p.)               | Corea del Sur                                                | Okadh Sport Club Stadium, Taif, Arabia Saudita |                           |
| 17:00               | - A. Saeed 90+12' (pen.)               | Reporte                    | - Oh Ha-ram 45'                                              | Árbitro(s): Koki Nagamine                      | Árbitro(s): Koki Nagamine |
|                     |                                        | Tiros desde el punto penal |                                                              |                                                |                           |
|                     | - Alfawaz - Dahal - Sufyani - T. Saeed |                            | - Kim Ji-sung - Kim Min-chan - Jeong Hyeon-ung - Kim Do-yeon |                                                |                           |

| 17 de abril de 2025 | Uzbekistán                                       | 3:0     | Corea del Norte | Ciudad Deportiva Rey Fahd (Taif), Taif, Arabia Saudita |                          |
| 20:15               | - Khasanov 31' - Rustamov 62' - Shukurullaev 65' | Reporte |                 | Árbitro(s): Jin Jingyuan                               | Árbitro(s): Jin Jingyuan |

### Final
| 20 de abril de 2025 | Uzbekistán                           | 2:0     | Arabia Saudita | Ciudad Deportiva Rey Fahd (Taif), Taif, Arabia Saudita |                                  |
| 18:00               | - Khakimov 51' (pen.) - Khasanov 70' | Reporte |                | Árbitro(s): Mohammed Al-Shammari                       | Árbitro(s): Mohammed Al-Shammari |

|                               |
| Bandera de Uzbekistán         |
| Campeón Uzbekistán 2.º título |

## Goleadores
5 goles
- Asilbek Aliev

4 goles
- Sadriddin Khasanov

3 goles
- Evandra Florasta
- Minato Yoshida
- Ri Kang-rim
- Kim Eun-seong
- Jamshidbek Rustamov

## Clasificados a la Copa Mundial de Fútbol Sub-17 de 2025
Los siguientes equipos se clasificaron para Copa Mundial de Fútbol Sub-17 de 2025, incluyendo al anfitrión Catar.
| Equipo                 | Fecha               | Apariciones previas                                      |
| ---------------------- | ------------------- | -------------------------------------------------------- |
| Catar (H)              | 14 de marzo de 2024 | 7 (1985, 1987, 1991, 1993, 1995, 1999, 2005)             |
| Uzbekistán             | 6 abril de 2025     | 3 (2011, 2013, 2023)                                     |
| Arabia Saudita         | 6 abril de 2025     | 3 (1985, 1987, 1989)                                     |
| Indonesia              | 7 abril de 2025     | 1 (2023)                                                 |
| Japón                  | 10 abril de 2025    | 9 (1993, 1995, 2001, 2009, 2011, 2013, 2017, 2019, 2023) |
| Emiratos Árabes Unidos | 10 abril de 2025    | 3 (1991, 2009, 2013)                                     |
| Corea del Sur          | 10 de abril de 2025 | 7 (1987, 2003, 2007, 2009, 2015, 2019, 2023)             |
| Corea del Norte        | 11 de abril de 2025 | 5 (2005, 2007, 2011, 2015, 2017)                         |
| Tayikistán             | 11 de abril de 2025 | 2 (2007, 2019)                                           |